# Бархан, Павел Абрамович
Павел Абрамович Бархан (при рождении Хаим-Файвель Абрамович Бархан, в документах до конца жизни Хаим Бархан, нем. Paul (Pawel, Chaïm) Barchan; 10 марта 1876, Варшава — 11 ноября 1942, Освенцим) — русский и немецкий писатель, художественный критик, журналист, переводчик, фотограф.

## Биография
Согласно сохранившейся записи о рождении в канцелярии чиновника Гражданского состояния нехристианских исповеданий города Варшавы, родился 10 марта 1876 года в Варшаве под именем Хаим-Файвель Бархан в семье уроженца Варшавы, лесозаготовителя Абрама-Ицыка Иосифовича Бархана (12 октября 1855 — 5 апреля 1932) и Гитли Липшиц. С 11 до 16 лет учился в Городской гимназии, затем Королевской гимназии в Данциге. С 1893 года жил в Гродно (где также учился в гимназии), с 1900 года в Петербурге, где с ноября 1906 по апрель 1907 года регулярно посещал литературные вечера Фёдора Сологуба. Печататься на немецком языке начал с 1900 года — его первой публикацией стала рецензия на «сионистский сборник стихотворений», вышедший в Гродно на русском языке, в основанном Теодором Герцлем еженедельнике «Die Welt» (Вена). С 1903 года выступал переводчиком с идиша в журнале «Ost und West» (органе Всемирного еврейского альянса), в том числе переводил рассказы Довида Пинского и Шолома Аша (1909).
В 1908 году переехал в Берлин, где начал заниматься литературной деятельностью профессионально, сотрудничал в русских и немецких газетах и журналах. До Первой мировой войны был постоянным сотрудником журнала «Ost und West», среди прочих также печатался в газетах «Berliner Tageblatt», «Berliner Morgenpost», «Junges Deutschland», «Reigen», «Zelt», «Kunst». В 1909—1910 годах был берлинским корреспондентом и сотрудником петербургского журнала «Аполлон», в 1909—1911 годах как берлинский корреспондент публиковался в петербургской немецкоязычной газете «Sankt Petersburger zeitung» (его сотрудничество в этой газете было прекращено когда его очерки были обвинены в несоответствии немецкому национальному менталитету). Очерки из русской жизни в 1908—1913 годах выходили в берлинских журналах «Neue Rundschau», «Nord und Süd» и других изданиях, но с 1910 года его основной тематикой становятся очерки из берлинской жизни.
Созданная на немецком языке книга «Петербургские ночи» (нем. Petersburger Nächte) была впервые опубликована в начале 1910 года, в том же году вышла вторым изданием, и была вскоре запрещена к распространению в России. Собранные в ней «картины из русской жизни» на фоне белых ночей отражают период политической реакции 1905—1908 годов, отдельный раздел посвящён современным писателям и поэтам. Многочисленные рецензии отмечали гражданскую совесть автора и антиреакционную направленность очерков. Вышел частичный перевод на английский язык (1914).
Занимался переводами русской художественной прозы на немецкий язык. Отдельными книгами вышли его переводы драмы Л. Н. Толстого «Власть тьмы» (Лейпциг, издательство Insel, 1916), сборника рассказов Льва Толстого «Где любовь, там и бог» (в берлинском протестантском издательстве «Furche», 1935), «Приключений Эме Лебефа» Михаила Кузмина (Берлин, издательство Gurlitt, 1922). В различных периодических изданиях были опубликованы его переводы из Сергея Ауслендера и Осипа Дымова (мюнхенский «Simplicissimus»), рассказ А. П. Чехова (в венском журнале «Fackel», который разорвал сотрудничество с переводчиком после публикации другого рассказа А. П. Чехова, как выяснилось прежде уже опубликованного в другом переводе). Продолжал публиковать очерки на различные темы в периодической печати и на протяжении 1920-х годов.
На протяжении многих лет, с самого начала творческой деятельности, Бархан публиковал рецензии и критические работы о современных художниках, преимущественного русского происхождения (в том числе Юрия Анненкова, Константина Сомова и Александра Яковлева), позже также писал о парижских художниках (Кес ван Донген, Леонард Фужита, Хана Орлова). Занимался коллекционированием картин и художественных фотографий, упоминается также открытие им фотоагентства; с 1912 года сам занимался портретной фотографией. Собранная им коллекция литографий Марка Шагала, а также рисунок Михаила Ларионова в 1957 году были передана его вдовой Эстерой Бархан в Музей Израиля в Иерусалиме; большая часть фотографий из его коллекции была конфискована нацистами. Марк Шагал в 1923 году написал три портрета Павла Бархана; в том же году его портрет написал импрессионист Йозеф Оппенгеймер (1876—1966).
В Берлине Павел Бархан жил в доме 42/II на Анзбахерштрассе (1907—1908), затем на Нюрнбергер плац, 3 (1910—1912), на Кайзер-алее, 24 (1915—1918), Нассауише штрассе 54—55 (Gardenhaus III, 1919), вновь на Кайзераллее, 27 (1919—1934). В Германии он жил на правах иностранца с временной регистрацией, а после событий 1917 года до конца жизни оставался апартидом. К 1934 году Павел Бархан переехал во Францию, жил на бульваре Монпарнас, № 159, в Париже до 1940 года, после оккупации был вынужден покинуть город и скрываться в Ньоре. В середине октября 1942 года был арестован в Пуатье в ходе устроенной полицией безопасности облавы. Из Пуатье он был депортирован в транзитный концентрационный лагерь Дранси, откуда 6 ноября 1942 года «транспортом» № 42 переправлен в концентрационный лагерь Освенцим, где был умерщвлён тотчас по прибытии 11 ноября 1942 года.

## Семья
- Жена — Эстер Пикельная (1893—1990), художница Парижской школы, известная как «Стера Бархан» (фр. Stera Barchan); первым браком была замужем за художником Мане-Кацем. Приходилась двоюродной сестрой писателю Малкиелю Люстернику и математику Лазарю Люстернику[18].
- Его сестра Перла Бархан (1884—?) в 1906 году в Вильне вышла замуж за литературоведа Израиля Залкиндовича Эльяшева, известного под псевдонимом «Бал-Махшовес». Племянник — поэт и переводчик Николай Эльяшов.

## Публикации
- Paul Barchan. Petersburger Nächte. Berlin, S. Fischer, 1910. — 285 s.
- Leo Tolstoy, graf. Macht der Finsternis: Drama in Fünf Akten // Paul Barchan. Leipzig, Insel-Bücherei, 1916.
- René Bull, Paul Barchan. Das Russische Ballett: zwölf Aquarelle in farbigem Tiefdruck. München: G.W. Dietrich, 1917.
- Boris Grigoriew. RASSEJA. Mit einführenden Texten von Oskar Bie / Pawel Barchan / Alexandr Benois und Boris Grigoriew und 70 Wiedergaben nach den Originalen des Malers. Potsdam, Müller & Co. Verlag / S. Efron Verlag, 1921.
- M. Kusmin. Die Abenteuer des Aimé Lebeuf // Paul Barchan. Berlin, F. Gurlitt, 1922.
- Leo Tolstoy. Drei Märchen // Paul Barchan; Alexander Eliasberg; Fritz Löwen. Wien, Leipzig: Herz-Verlag, 1925.
- Leo Tolstoy. Der Engel Gottes oder Wovon die Menschen leben Eine Erzählung // Paul Barchan. Berlin, Furche—Verlаg, 1935; Hamburg, Furche—Verlag, 1954, 1956.

## Галерея
- Фотопортрет Павла Бархана Архивная копия от 8 августа 2021 на Wayback Machine
- Фотографические работы Павла Бархана в  Архивная копия от 8 августа 2021 на Wayback Machine Музее Гетти
- Фотография в Berliner Illustrirte Zeitung № 51 (1935) Архивная копия от 8 августа 2021 на Wayback Machine
- Из коллекции Павла Бархана: Semyon Fridlyand, In The Gallery (ГУМ, 1927) Архивная копия от 8 августа 2021 на Wayback Machine Музей современного искусства (Нью-Йорк)
- Interior view of the Central Social Insurance Institution (Prague) Архивная копия от 8 августа 2021 на Wayback Machine (Collection Centre Canadien d’Architecture)